# Festival internazionale del film di Roma 2011
La 6ª edizione del Festival internazionale del film di Roma ha avuto luogo a Roma dal 27 ottobre al 4 novembre 2011.
La rassegna è stata aperta dalla proiezione del film di Luc Besson The Lady, dedicato alla figura di Aung San Suu Kyi, l'attivista birmana che nel 1991 ha ricevuto il premio Nobel per la pace.
La madrina della rassegna è stata l'attrice Luisa Ranieri.

## Giurie
In data 26 ottobre sono state comunicate le Giurie della 6ª edizione.

### Selezione ufficiale
- Ennio Morricone (compositore e direttore d'orchestra, Italia) - Presidente
- Roberto Bolle (ballerino, Italia)
- Susanne Bier (regista, Danimarca)
- Carmen Chaplin (attrice, regista e autrice, Regno Unito)
- David Puttnam (produttore cinematografico, Regno Unito)
- Pierre Thoretton (fotografo e artista visivo, Francia)
- Debra Winger (attrice, Stati Uniti d'America)

### L'altro Cinema - Extra
- Francesca Comencini (regista, Italia) - Presidente
- Pietro Marcello (regista, Italia)
- James Marsh (regista, Stati Uniti)
- Anne Lai (produttrice, Stati Uniti)
- Meghan Wurtz (produttrice, Stati Uniti)

### Esordienti
- Caterina D'Amico (Direttore della Casa del Cinema di Roma, Italia) - Presidente
- Leonardo Diberti (agente, Italia)
- Anita Kavros (attrice, Italia)
- Gianfrancesco Lazotti (regista e sceneggiatore, Italia)
- Giuseppe Alessio Nuzzo (regista e sceneggiatore, Italia)

## Selezione ufficiale

### Concorso
- Babycall di Pål Sletaune (Norvegia/Svezia/Germania)
- La kryptonite nella borsa di Ivan Cotroneo (Italia)
- Cosa piove dal cielo? (Un cuento chino) di Sebastián Borensztein (Argentina)
- Il cuore grande delle ragazze di Pupi Avati (Italia)
- The Eye of the Storm di Fred Schepisi (Australia)
- La Femme du Vème di Paweł Pawlikowski (Francia/Polonia)
- Hotel Lux di Leander Haussmann (Germania/Russia)
- Hysteria di Tanya Wexler (Regno Unito/Lussemburgo)
- Magic Valley di Jaffe Zinn (Stati Uniti d'America)
- Il mio domani di Marina Spada (Italia)
- Il paese delle spose infelici di Pippo Mezzapesa (Italia)
- Poongsan di Juhn Jaihong (Corea del Sud)
- Une vie meilleure di Cédric Kahn (Francia/Canada)
- Voyez comme ils dansent di Claude Miller (Francia/Canada/Svizzera)
- Zui Ai di Gu Changwei (Cina)

### Fuori concorso
- Too Big to Fail - Il crollo dei giganti (Too Big to Fail) di Curtis Hanson (Stati Uniti d'America)
- Tre uomini e una pecora (A Few Best Men) di Stephan Elliott (Australia)
- L'industriale di Giuliano Montaldo (Italia)
- The Lady di Luc Besson (Francia) - film di apertura
- Like Crazy di Drake Doremus (Stati Uniti d'America)
- Il mio migliore incubo! (Mon pire cauchemar) di Anne Fontaine (Francia/Belgio)
- Un giorno questo dolore ti sarà utile (Someday This Pain Will Be Useful to You) di Roberto Faenza (Italia)
- Marilyn (My Week with Marilyn) di Simon Curtis (Regno Unito)

### Fuori concorso - Evento speciale
- Totò 3D - Il più comico spettacolo del mondo di Mario Mattoli (Italia, 1953)
- Colazione da Tiffany (Breakfast at Tiffany's), regia di Blake Edwards (Stati Uniti d'America, 1961) - film di chiusura  copia restaurata in occasione del 50º anniversario

### Alice nella città
- Le avventure di Tintin - Il segreto dell'Unicorno (The Adventures of Tintin: Secret of the Unicorn) di Steven Spielberg (Stati Uniti d'America)
- Hugo Cabret (Hugo) di Martin Scorsese (Stati Uniti d'America)
- The Twilight Saga: Breaking Dawn - Parte 1 (The Twilight Saga: Breaking Dawn - Part 1) di Bill Condon (Stati Uniti d'America)

### Spettacolo - Eventi speciali
- Pina di Wim Wenders (Germania/Francia/Regno Unito)
- Tormenti - Film disegnato di Filiberto Scarpelli (Italia)
- L'illazione di Lelio Luttazzi (Italia, realizzato nel 1972)
- Noi di settembre di Stefano Veneruso (Italia) e incontro con Franco Califano
- La passione di Laura di Paolo Petrucci (Italia)
- La meravigliosa avventura di Antonio Franconi di Luca Verdone (Italia)
- 11 metri di Francesco Del Grosso (Italia)
- 148 Stefano - Mostri dell'inerzia di Maurizio Cartolano (Italia)
- La guerra dei bottoni (La nouvelle guerre des boutons)  di Christophe Barratier (Francia)
- I primi della lista di Roan Johnson (Italia)
- Insidious di James Wan (Stati Uniti d'America)

### L'altro Cinema - Extra

#### Documentari in concorso
- Catching Hell di Alex Gibney (Stati Uniti d'America)
- Comic-Con: Episode IV - A Fan's Hope di Morgan Spurlock (Stati Uniti d'America)
- Dragonslayer di Tristan Patterson (Stati Uniti d'America)
- Dead Men Talking di Robin Newell (Cina)
- Franca, la prima di Sabina Guzzanti (Italia)
- From the Sky Down di Davis Guggenheim (Stati Uniti d'America)
- Grazia e furore di Heidi Rizzo (Italia)
- Girl Model di Ashley Sabin, David Redmon (Stati Uniti d'America)
- How to Die in Oregon di Peter Richardson (Stati Uniti d'America)
- Patria o Muerte di Vitaly Manskij (Russia)
- People in White di Oliver Kochta-Kalleinen, Tellervo Kalleinen (Finlandia/Paesi Bassi)
- The Dark Side of the Sun di Carlo Shalom Hintermann (Italia)

#### Documentari fuori concorso
- African Women - In viaggio per il Nobel della pace di Stefano Scialotti (Italia)
- Bobby Fischer Against the World di Liz Garbus (Stati Uniti d'America)
- Case chiuse di Filippo Soldi (Italia)
- Diversamente giovane di Marco Spagnoli (Italia)
- Hollywood Bruciata - Ritratto di Nicholas Ray di Francesco Zippel (Italia)
- Io non sono io. Romeo, Giulietta e gli altri di Paolo Santolini (Italia)
- Project Nim di James Marsh (Regno Unito)

#### Lungometraggi fuori concorso
- Circumstance di Maryam Keshavarz (Francia/Iran/Stati Uniti d'America)
- Locos di Harold Trompetero (Colombia)
- Nuit Blanche di Frédéric Jardin (Francia)
- Ostende di Laura Citarella (Argentina)
- Få meg på, for faen di Jannicke Systad Jacobsen (Norvegia)

### Occhio sul Mondo - Focus
La sezione Occhio sul Mondo era dedicata alla Gran Bretagna.

#### Vetrina
- The British Guide to Showing Off di Jes Benstock (Regno Unito)
- Il profondo mare azzurro (The Deep Blue Sea) di Terence Davies (Regno Unito/Stati Uniti d'America)
- Page Eight di David Hare (Regno Unito)
- Trishna di Michael Winterbottom (Regno Unito)
- Tirannosauro (Tyrannosaur) di Paddy Considine (Regno Unito)
- Weekend di Andrew Haigh (Regno Unito)
- Wild Bill di Dexter Fletcher (Regno Unito)

#### Retrospettiva
Punks and Patriots: 12 film scelti da Terence Davies, David Hare, Joanna Hogg, Hanif Kureishi, Michael Nyman e Tilda Swinton che contrapponevano la sovversione (Punks) alla tradizionale produzione culturale britannica (Patriots).
- La signora omicidi (The Ladykillers) di Alexander Mackendrick (Regno Unito, 1955) Punks scelto da Terence Davies
- Frenesia del piacere (The Pumpkin Eater) di Jack Clayton (Regno Unito, 1964) Patriots scelto da Terence Davies
- Mio figlio il fanatico (My Son the Fanatic) di Udayan Prasad (Regno Unito, 1997) Punks scelto da David Hare
- Idolo infranto (The Fallen Idol) di Carol Reed (Regno Unito, 1948) Patriots scelto da David Hare
- Domenica maledetta domenica (Sunday Bloody Sunday) di John Schlesinger (Regno Unito, 1971) Punks scelto da Joanna Hogg
- Persuasione (Persuasion) di Roger Michell (Regno Unito, 1995) Patriots scelto da Joanna Hogg
- My Beautiful Laundrette - Lavanderia a gettone (My Beautiful Laundrette) di Stephen Frears (Regno Unito, 1985) Punks scelto da Hanif Kureishi
- Tutti per uno (A Hard Day's Night) di Richard Lester (Stati Uniti, Regno Unito, 1964) Patriots scelto da Hanif Kureishi
- Piccoli detectives (Hue and Cry), di Charles Crichton (Regno Unito, 1947) Punks scelto da Michael Nyman
- Scala al paradiso (A Matter of Life and Death) di Michael Powell ed Emeric Pressburger (Regno Unito, 1946) Patriots scelto da Michael Nyman
- The Last of England di Derek Jarman (Regno Unito, 1987) Punks scelto da Tilda Swinton
- Un racconto di Canterbury (A Canterbury Tale) di Michael Powell ed Emeric Pressburger (Regno Unito, 1944) Patriots scelto da Tilda Swinton

### 150º anniversario: Viaggio nell'identità italiana
- Rotaie di Mario Camerini (Italia, 1930)
- I cannibali di Liliana Cavani (Italia, 1970)

## Alice nella città

### Concorso
- La Brindille di Emmanuelle Millet (Francia)
- Jesus Henry Christ di Dennis Lee (Stati Uniti d'America)
- En el nombre de la hija di Tania Hermida (Ecuador)
- La collina dei papaveri (Kokuriko-zaka kara) di Gorō Miyazaki (Giappone)
- Le diable dans la peau di Gilles Martinerie (Francia)
- Amy George di Yonah Lewis, Calvin Thomas (Belgio)
- Kids Stories di Siegfried (Francia)
- Foster di Jonathan Newman (Regno Unito)
- Hasta la vista di Geoffry Enthoven (Belgio)
- No et moi di Zabou Breitman (Francia)
- Death of a Superhero di Ian Fitzgibbon (Germania)
- David di Joel Fendelman (Stati Uniti d'America)
- Little Glory di Vincent Lannoo (Belgio)
- Noordzee, Texas di Bavo Derurne (Belgio)
- Butter di Jim Field Smith (Stati Uniti d'America)

### Fuori concorso
- Dudamel: Let the Children Play di Alberto Arvelo Mendoza (Stati Uniti d'America/Venezuela)
- Il re leone 3D (The Lion King 3D) di Roger Allers, Rob Minkoff (Stati Uniti d'America)

## Premi
In data 4 novembre sono stati consegnati i Premi assegnati dalle giurie.

### Premi principali

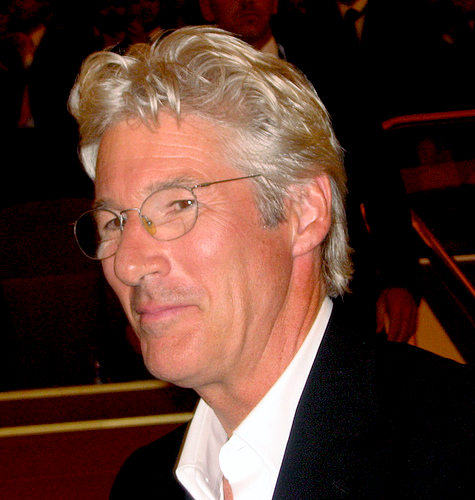
Richard Gere, Premio Marc'Aurelio alla carriera

La giuria e il pubblico del Festival hanno assegnato i seguenti premi:
- Premio Marc'Aurelio d'Oro della Giuria al miglior film: Cosa piove dal cielo? (Un cuento chino) di Sebastián Borensztein
- Premio Marc'Aurelio d'Oro del pubblico al miglior film: Cosa piove dal cielo? (Un cuento chino) di Sebastián Borensztein
- Premio Speciale della Giuria Marc'Aurelio: The Eye of the Storm di Fred Schepisi
- Premio Marc'Aurelio d'Argento della Giuria alla migliore attrice: Noomi Rapace per Babycall
- Premio Marc'Aurelio d'Argento della Giuria al migliore attore: Guillaume Canet per Une vie meilleure
- Gran Premio della Giuria Marc'Aurelio d'Argento: Voyez comme ils dansent di Claude Miller
- Premio Marc'Aurelio Esordienti: ex aequo Circumstance di Maryam Keshavarz e La Brindille di Emmanuelle Millet
- Premio Marc'Aurelio alla carriera: Richard Gere

### Premi Alice nella città
- Premio Marc'Aurelio d'Argento Alice nella città (sotto i 13 anni): En el nombre de la hija di Tania Hermida
- Premio Marc'Aurelio d'Argento Alice nella città (sopra i 13 anni): Noordzee, Texas di Bavo Derurne

### Premi L'Altro Cinema | Extra
- Premio Marc'Aurelio d'argento al miglior documentario per la Sezione L'Altro Cinema | Extra: Girl Model di David Redmon e Ashley Sabin

### Premi collaterali
- Premio Libera associazione rappresentanti di artisti (L.A.R.A.) al miglior interprete italiano: Francesco Scianna per L'industriale; Francesco Turbanti per I primi della lista (menzione speciale)
- Premio Enel Cuore al miglior documentario sociale: Girl Model di David Raimond e Ashley Sabin; The Dark Side of the Sun di Carlo Shalom Hintermann (menzione speciale)
- Premio Farfalla d'oro Agiscuola: Hotel Lux di Leander Haussmann
- Premio Focus Europe al Miglior progetto europeo: Rising Voices di Bénédicte Liénard e Mary Jimenez
- Eurimages Co-Production Development Award: Off Frame di Mohanad Yaqubi
- Premio HAG "Pleasure Moments": Pina di Wim Wenders
- Premio Lancia Musa e Diva: Zhang Ziyi per Love for Life
- Premio WWF per la biodiversità: African Women - In viaggio per il Nobel della pace di Stefano Scialotti
- Premio Distribuzione Indipendente alla miglior opera da svelare: Turn Me On, Goddammit! di Jannicke Systad Jacobsen
- 3 Social Movie Star Award: Pierfrancesco Favino

## Pubblicazioni
- Catalogo 2011 (PDF), Roma, Festival internazionale del Film di Roma, ottobre 2011.